# Neenchelys buitendijki
Neenchelys buitendijki is een straalvinnige vissensoort uit de familie van slangalen (Ophichthidae). De wetenschappelijke naam van de soort is voor het eerst geldig gepubliceerd in 1916 door Weber & de Beaufort.